# HD 5550
HD 5550，又名BD+65 115，SAO 11502、HR 273，是一颗恒星，视星等为5.97，位于銀經123.64，銀緯3.49，其B1900.0坐标为赤經0h 52m 10.9s，赤緯+65° 3.49′ 42″。